# Lombard Street (Londres)
Pour les articles homonymes, voir Lombard.
Lombard Street est une artère de la ville de Londres.

## Situation et accès
Située dans le quartier de la City, elle part de la Banque d'Angleterre, au nord-ouest à une intersection avec Poultry, King William Street et Threadneedle Street et rejoint Gracechurch Street à son extrémité sud-est.
La station de métro la plus proche est Bank, où circulent les trains des lignes  Central  Northern  Waterloo & City.

## Origine du nom
Elle doit son nom au fait que le roi Édouard Ier concéda au XIIIe siècle la portion de terrain qui l'entoure aux orfèvres et prêteurs sur gages venus de Lombardie, dans le nord de l'Italie.

## Historique

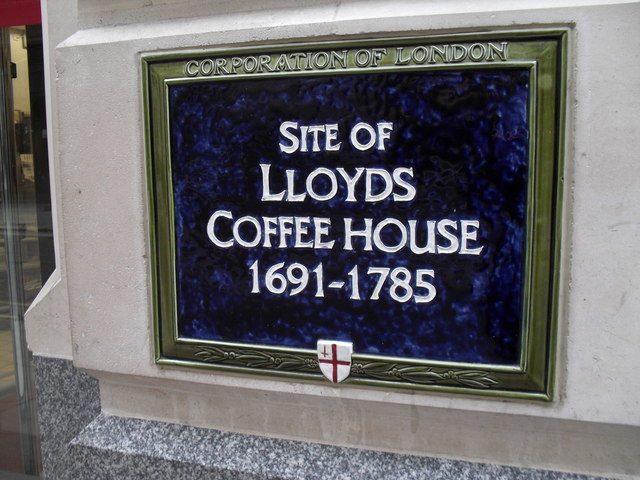
Plaque dans Lombard Street marquant le site de Lloyd's Coffee House au XVIIIe siècle.

C'est dans cette rue que la Lloyd's Coffee House, l'ancêtre de la Lloyd's of London, se trouvait entre 1691 et 1785. Aujourd'hui, une plaque en indique le site.
La rue abritait jusque dans les années 1980 les sièges de nombreuses banques britanniques, déplacés aujourd'hui vers Canary Wharf. Jusqu'à 2005, la banque Barclays avait son quartier général au nº 54.

## Bâtiments remarquables et lieux de mémoire
- No 32 : lieu de naissance de l'écrivain Alexander Pope en 1688.